# You're the Storm
You're the Storm è un singolo del gruppo musicale svedese The Cardigans, pubblicato nel 2003 ed estratto dal loro quinto album in studio Long Gone Before Daylight.

## Tracce
- CD Singolo

1. You're The Storm
2. Hold Me

- Maxi Singolo

1. You're The Storm
2. Hold Me
3. You're the Storm (Sandkvie Session)
4. You're the Storm (First Demo)

## Video
Il videoclip della canzone è stato diretto dal regista svedese Amir Chamdin.